# Farley Mowat
Farley McGill Mowat (Belleville, 12 maggio 1921 – Port Hope, 7 maggio 2014) è stato un etologo, scrittore e conservazionista canadese.
Molte delle sue più popolari opere sono legate alla sua infanzia, al suo servizio militare ed al suo successivo lavoro come naturalista, e sono state tradotte in 52 lingue, vendendo più di 14 milioni di copie. A questo va aggiunto il film Mai gridare al lupo ispirato al suo omonimo libro, Never Cry Wolf in lingua originale, che parla della sua esperienza con i lupi.
La nave della Sea Shepherd Conservation Society "Farley Mowat" porta questo nome in suo onore, anche per le sue visite frequenti a bordo, per assistere alle missioni dell'imbarcazione.

## Infanzia
Farley Mowat nacque nel 1921 a Belleville, in Ontario. Suo padre, Angus Mowat, aveva combattuto a Vimy Ridge, e poi era diventato bibliotecario, raccogliendo un limitato successo come romanziere. Farley iniziò a scrivere informalmente tra il 1930 ed il 1933, mentre con la famiglia viveva a Windsor, sempre nell'Ontario.
Nell'epoca della Grande depressione, la famiglia Mowat si spostò a Saskatoon. Come ragazzo, Mowat fu subito affascinato dalla natura e dagli animali, percorrendo gli spazi del Saskatchewan assieme al suo cane Mutt (il protagonista di The Dog Who Wouldn't Be (1957)). Con alcuni dei suoi amici, Mowat creò il Beaver Club of Amateur Naturalists, tenendo una sorta di museo nello scantinato, che dovette essere spostato dopo un'invasione di lepidotteri e scarafaggi.
All'età di 13 anni, Mowat fondò un bollettino che chiamò Nature Lore, ed ebbe a disposizione una colonna settimanale sul Saskatoon Star-Phoenix, utilizzando tutto ciò che guadagnava per procurare cibo ad anatre ed oche che non erano riuscite a migrare e che sarebbero sicuramente morte durante l'inverno. Sempre in questo periodo, Mowat fece il suo primo viaggio nell'Artico con uno zio.

## Servizio militare
Durante la seconda guerra mondiale, Mowat fu arruolato nel secondo battaglione, The Hastings and Prince Edward Regiment, conosciuto con in nomignolo di Hasty Ps, partecipando il 10 luglio 1943 all'operazione Husky per l'invasione alleata della Sicilia.
Dopo aver sofferto di stress da combattimento successivamente ad un incidente presso Ortona, Mowat accettò un'occupazione come Intelligence Officer al quartier generale del battaglione, e più tardi si spostò al quartier generale della brigata, rimanendo in Italia fino all'inizio del 1945, quando fu spostato sullo scacchiere dell'Europa nordoccidentale come agente dell'intelligence nei Paesi Bassi, trattando il negoziato per l'invio di provviste alimentari agli olandesi, con il nome in codice di Operazione Manna.
In seguito, come raccontato nel suo libro My Father's Son, trasportò dalla Germania molto materiale militare tra cui anche i razzi V2 e diversi veicoli blindati. Al termine del conflitto fu congedato come capitano.

## Carriera letteraria
Tornato in Canada, Mowat studiò biologia all'Università di Toronto. Durante il suo viaggio nell'artico, rimase molto contrariato per la difficile situazione degli Inuit, pubblicò dunque il suo primo libro People of the Deer (1952), che gli consentì di diventare una celebrità letteraria ma soprattutto fu largamente responsabile del cambio di orientamento del governo canadese rispetto agli Inuit, a cui fece arrivare carne e merci asciutte quando fino a poco prima ignorava o addirittura negava la loro esistenza, il libro fu seguito dall'opera per l'infanzia Lost in the Barrens.
Mowat scrisse poi una serie di memorie personali: The Dog Who Wouldn't Be (1957) e Owls in the Family (1961) riguardanti in particolare la sua infanzia, mentre The Regiment (1955) fu un abile ed insolito resoconto sul suo servizio durante la seconda guerra mondiale.

## Pubblicazioni
- Il popolo dei caribù (People of the Deer) (1952; revised 1975)
- Il reggimento (The Regiment) (1955)
- Lost in the Barrens (1956)
- Il cane che non voleva essere cane (The Dog Who Wouldn't Be) (1957)
- Coppermine Journey: An Account of a Great Adventure (1958)
- Grey Seas Under: The Perilous Rescure Missions of a North Atlantic Salvage Tug (1959)
- The Desperate People (1959; revised 1999)
- Ordeal by Ice (1960)
- Owls in the Family (1961)
- The Serpent's Coil: An Incredible Story of Hurricane-Battered ships the Heroic Men Who Fought to Save Them (1961)
- The Black Joke (1962)
- Mai gridare al lupo (Never Cry Wolf) (1963) - pubblicato anche con il titolo Il compagno dei lupi
- West Viking (1965)
- The Curse of the Viking Grave (1966)
- Canada North (1967)
- The Polar Passion (1967)
- This Rock Within the Sea: A Heritage Lost (1968)
- The Boat Who Wouldn't Float (1969)
- Sibir: My Discovery of Siberia (1970)
- World of Farley Mowat (1970)
- La balena e la furia (A Whale for the Killing) (1972)
- Tundra: Selections from the Great Accounts of Arctic Land Voyages (1973)
- Wake of the Great Sealers (1973)
- The Snow Walker (1975)
- Canada North Now: The Great Betrayal (1976)
- And No Birds Sang (1979)
- Mar dei massacri (Sea of Slaughter) (1984)
- My Discovery of America (1985)
- Virunga: The Passion of Dian Fossey (1987)
- Una donna tra i gorilla (Woman in the Mists: The Story of Dian Fossey) (1987)
- The New Founde Land (1989)
- My Father's Son (1993)
- Born Naked (1994)
- Aftermath: Travels in a Post-War World (1995)
- Rescue the Earth!: Conversations with the Green Crusaders (1998)
- The Alban Quest The Search for a Lost Tribe (1999)
- The Farfarers: Before the Norse (2000)
- Walking on the land (2000)
- High Latitudes: An Arctic Journey (2002)
- No Man's River (2004)